# NHK鎮西テレビ中継局
NHK鎮西テレビ中継局（エヌエイチケイちんぜいテレビちゅうけいきょく）は、佐賀県唐津市の旧東松浦郡鎮西町にあったNHK佐賀放送局総合テレビのアナログテレビ中継局。

## 概要
- 当中継局は、唐津市鎮西町菖蒲地区にあり、旧鎮西町域に電波を発射している。なお、教育テレビとstsサガテレビ及びデジタルテレビ放送については、唐津中継局を受信している。

## 中継局概要
| 放送局名          | チャンネル | 空中線電力        | ERP               | 放送対象地域 | 放送区域内世帯数 |
| NHK佐賀総合テレビ | 61ch       | 映像10W /音声2.5W | 映像28W /音声6.9W | 佐賀県       | 約-世帯          |

- 1982年3月12日 開局
- 2011年7月24日をもって廃止された。